# Chhinnamasta
Pour la déesse hindoue, voir Chinnamastâ.
Chhinnamasta (en népalais : छिन्नमस्ता) est un comité de développement villageois du Népal situé dans le district de Saptari. Au recensement de 2011, il comptait 10 136 habitants.